# Georges Elanga Obam
 (janvier 2023).
La mise en forme du texte ne suit pas les recommandations de Wikipédia : il faut le « wikifier ».
Les points d'amélioration suivants sont les cas les plus fréquents. Le détail des points à revoir est peut-être précisé sur la page de discussion.
- Les titres sont pré-formatés par le logiciel. Ils ne sont ni en capitales, ni en gras.
- Le texte ne doit pas être écrit en capitales (les noms de famille non plus), ni en gras, ni en italique, ni en « petit »…
- Le gras n'est utilisé que pour surligner le titre de l'article dans l'introduction, une seule fois.
- L'italique est rarement utilisé : mots en langue étrangère, titres d'œuvres, noms de bateaux, etc.
- Les citations ne sont pas en italique mais en corps de texte normal. Elles sont entourées par des guillemets français : « et ».
- Les listes à puces sont à éviter, des paragraphes rédigés étant largement préférés. Les tableaux sont à réserver à la présentation de données structurées (résultats, etc.).
- Les appels de note de bas de page (petits chiffres en exposant, introduits par l'outil «  Source ») sont à placer entre la fin de phrase et le point final[comme ça].
- Les liens internes (vers d'autres articles de Wikipédia) sont à choisir avec parcimonie. Créez des liens vers des articles approfondissant le sujet. Les termes génériques sans rapport avec le sujet sont à éviter, ainsi que les répétitions de liens vers un même terme.
- Les liens externes sont à placer uniquement dans une section « Liens externes », à la fin de l'article. Ces liens sont à choisir avec parcimonie suivant les règles définies. Si un lien sert de source à l'article, son insertion dans le texte est à faire par les notes de bas de page.
- La présentation des références doit suivre les conventions bibliographiques. Il est recommandé d'utiliser les modèles {{Ouvrage}}, {{Chapitre}}, {{Article}}, {{Lien web}} et/ou {{Bibliographie}}. Le mode d'édition visuel peut mettre en forme automatiquement les références.
- Insérer une infobox (cadre d'informations à droite) n'est pas obligatoire pour parachever la mise en page.

Pour une aide détaillée, merci de consulter Aide:Wikification.
Si vous pensez que ces points ont été résolus, vous pouvez retirer ce bandeau et améliorer la mise en forme d'un autre article.
Georges Elanga Obam, né le 21 octobre 1961 à Ndélé (Nkilzock) par Zoétélé dans le département du Dja-et-Lobo, Région du sud Cameroun, est un homme politique camerounais et le tout premier ministre de la décentralisation et du développement local de l’histoire du Cameroun.

## Biographie

### Études
Après avoir terminé ses études primaires en 1973, Georges Elanga Obam commence le cycle un de ses études secondaires au CES de Batouri où il obtient son Brevet d'étude du premier cycle (BEPC) en 1977, puis il continue le second cycle au lycée de Bertoua et de Bafia où il passe son probatoire en 1979 et son baccalauréat en 1980. En 1980, il entre à l’université de Yaoundé en s’inscrivant à la faculté de droit et des sciences économiques et obtient une licence en droit public. Trois ans après, il passe le concours d’entrée à l’École nationale d’administration et de la magistrature (ENAM) et obtient son diplôme de fin de formation en 1985 en 2007.

### Carrière
Il commence sa carrière à l’inspection générale de l’état et réforme administrative (IGERA). En janvier 1987, il est promu contrôleur d’état, puis inspecteur d’état en 1989. En 2001, il est nommé directeur des ressources humaines de l’Ex-ministère de l’Éducation nationale (MINEDUC). Il a également assuré la coordination du plan d'urgence triennal (PLANUT) mis sur pied en 2008 et a cumulé les charges du représentant des services du premier ministre auprès de la caisse de stabilisation des prix des hydrocarbures (CSPH) . Le 08 mai 2019, il est nommé président du conseil d’administration du fonds spécial d’équipement et d’intervention intercommunale. Après la création du ministère de la Décentralisation et du Développement local le 2 mars 2018 par le président de la république, il est nommé ministre de la décentralisation et du développement local (MINDDEVEL). Il a occupé plusieurs autres responsabilités à savoir : 
- Président du comité interministériel Ad Hoc de la facilitation de la mise en place d'Elecam[1].
- Président de la commission d'enquête sur les dysfonctionnements de la chaine solde au MINFI en 2005[1].
- Coordonnateur du programme de modernisation de l'administration par l'introduction de la gestion axé sur les résultats en 2008[1].
- Coordonnateur du comité de supervision et de suivi du projet e-gouvernement en 2010[1].

## Politique
Il est un militant du Rassemblement démocratique du peuple camerounais (RDPC), vice-président de la commission départementale de coordination dans le département du dja-et-lobo (sangmelima), élu lors du dernier renouvellement des bureaux des organes de base du  rassemblement du peuple camerounais (RDPC) en juillet 2021. 

## Voir aussi